# Castanet-le-Haut
Castanet-le-Haut là một xã trong vùng hành chính Occitanie, thuộc tỉnh Hérault, quận Béziers, tổng Saint-Gervais-sur-Mare. Tọa độ địa lý của xã là 43° 40' vĩ độ bắc, 02° 58' kinh độ đông. Castanet-le-Haut có điểm thấp nhất là 389 mét và điểm cao nhất là 1124 mét. Xã có diện tích 27,55 km², dân số vào thời điểm 2006 là 167 người; mật độ dân số là 6 người/km².

## Thông tin nhân khẩu
| 1962 | 1968 | 1975 | 1982 | 1990 | 1999 | 2005 |
| ---- | ---- | ---- | ---- | ---- | ---- | ---- |
| 180  | 222  | 188  | 164  | 148  | 167  | 177  |